# Секоя (язык)
Секоя (Angotero, Encabellao, Secoya) — туканский язык, на котором говорит народ секоя, который проживает в северо-восточных джунглях на территории рек Агуарико, Куябено и Эно, около границы с Колумбией, в Эквадоре, а также в городах Бока-де-Ангусилья и Санта-Марта (маленькая речка от реки Напо), около границы с Эквадором, на севере Перу. Имеет диалекты анготеро, пьохе и эквадорский сиона.
Алфавит на основе латиницы. Утверждён властями Перу в 2015 году: A a, Ã ã, D d, E e, Ẽ ẽ, Ë ë, Ë̃ ë̃, I i, Ĩ ĩ, J j, K k, Ku ku, M m, N n, Ñ ñ, O o, Õ õ, P p, S s, T t, U u, Ũ ũ, W w, Y y, '.